# Жигайлівка (Конотопський район)
Жига́йлівка (Джигаївка) —  село в Україні, у Дубов'язівській селищній громаді Конотопського району Сумської області. Населення становить 45 осіб. Колишній орган місцевого самоврядування — В'язівська сільська рада.

## Географія
Село Жигайлівка (Джигаївка) розташоване на лівому березі річки Єзуч, вище за течією на відстані 1 км розташоване село В'язове, нижче за течією на відстані 2.5 км розташоване село Лобківка.
Уздовж русла річки пролягають декілька іригаційних каналів.
По селу тече струмок, що пересихає із заґатою.
Поруч пролягає автомобільний шлях Т 1910, залізниця, станція Джигаївка.

## Історія
- Село постраждало внаслідок геноциду українського народу, проведеного окупаційним урядом СССР 1923-1933 та 1946-1947 роках.